# Кик-эм-Дженни
Кик-эм-Дженни (англ. Kick 'em Jenny) — действующий подводный вулкан в Карибском море в восьми километрах к северу от побережья острова Гренада. Является единственным известным действующим подводным вулканом в окрестностях и одним из наиболее активных вулканов в восточной части Вест-Индии. Расположен на склоне Малого Антильского хребта и находится на 1,3 км выше морского дна.
В результате вулканической деятельности имеется минимальный риск появления цунами. Извержения 1939, 1974 и 1988 годов становились причиной цунами, но серьезных разрушений не принесли.
В 1939 году было зафиксировано первое извержение вулкана, когда заметили трехсотметровую колонну из пыли и пепла, которая поднималась со дна моря. С 1939 по 2018 год зафиксировано 13 извержений. За время наблюдений вулкан выбросил около 7 миллионов кубических метров вещества. Вулканическая лава состоит из оливиновых базальтов и базальтовых андезитов и по составу сходна с лавой вулканов на окрестных островах. Вследствие оползней и обвалов, которые в пять раз превышают выброс вещества происходит уменьшение объема вулкана.
Вулканическая активность имеет свойство периодических изменений. Большей частью происходят некрупные извержения, которые не изменяют форму лавового купола, но с периодичностью порядка пятидесяти лет проходят мощные извержения, которые приводят к резким изменениям формы лавового купола. Вулканический купол расположен на глубине 180 метров.
Благодаря Кик-эм-Дженни в большом количестве действуют гидротермальные вентили нагревающие воду и газ.
Регулярно проводятся исследования вулкана.
Группа британских геологов под руководством Роберта Аллена совместно с геологами из Тринидада и Тобаго исследовала изменения дна около Кик-эм-Дженни для чего сделала анализ батиметрических данных, полученных в ходе экспедиций 1985—2014 годов и 2016—2017 годов. Для периода в 32 года было составлено шесть карт дна около вулкана с пространственным разрешением от 1 до 4 метров по вертикали и порядка 5 метров по горизонтали. Также получилось выполнить картирование поверхности вулкана и батиметрические измерения в момент выброса из жерла газа и пепла.